# Parc de la Victoire (Erevan)
Pour les articles homonymes, voir Parc de la Victoire.
Le parc de la Victoire (en arménien Հաղթանակի զբոսայգի, Haghtanaki zbosaygi) est un des plus grands espaces verts de la capitale de l'Arménie, Erevan.

## Situation
Le parc se trouve dans le district de Kanaker-Zeytun au nord du centre-ville (district de Kentron). Le parc et le centre sont reliés par un escalator intégré dans le monument de la Cascade, sorte d'escalier géant grimpant sur le flanc d'une des collines de la ville.

## Origines du nom
Le terme de « Victoire » fait référence à la victoire à la fin de la Seconde Guerre mondiale. Il commémore la participation des soldats de l'Arménie soviétique.

## Description
Ce grand parc boisé se situe sur les hauteurs de la ville et offre à certains endroits une vue à plus de 180° jusqu'au mont Ararat.
Un petit parc d'attraction avec auto-tamponneuses, grande roue et montagnes russes est ouvert tous les jours et connaît un grand succès en été. Plus en retrait dans le parc se trouve un étang artificiel avec de nombreuses terrasses de café autour. Les jeunes couples aiment s'y retrouver.
L'immense statue de Mère Arménie est visible de tous les endroits du parc et c'est au pied de celle-ci que le panorama est le plus beau.
Aux pieds de l'immense statue, on trouve aussi une exposition de véhicules militaires soviétiques tels que le BMP-1, BTR-152, le BM-13 Katyusha, ou alors le missile anti-aérien SA-2.

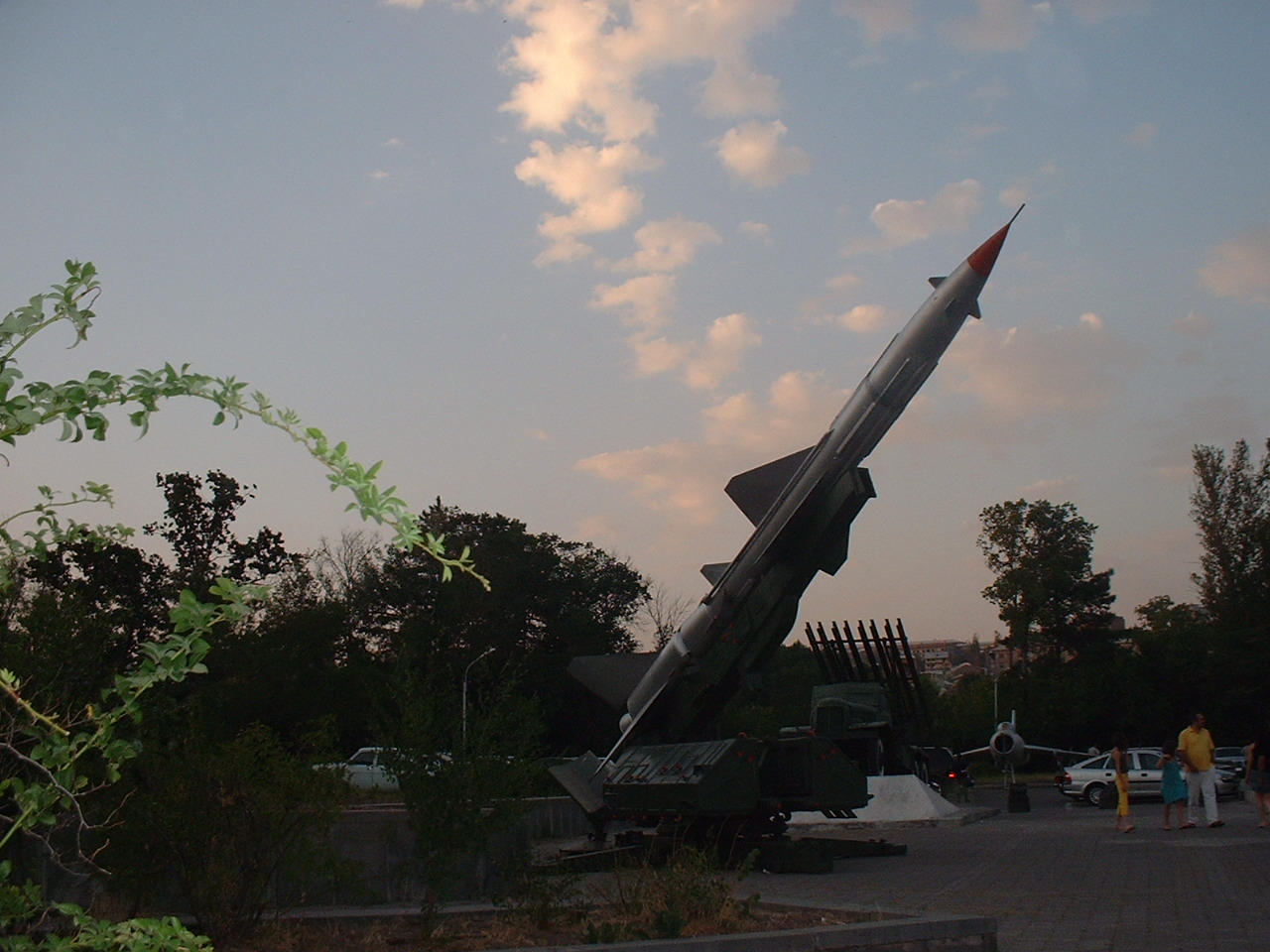
Missile SA-2.
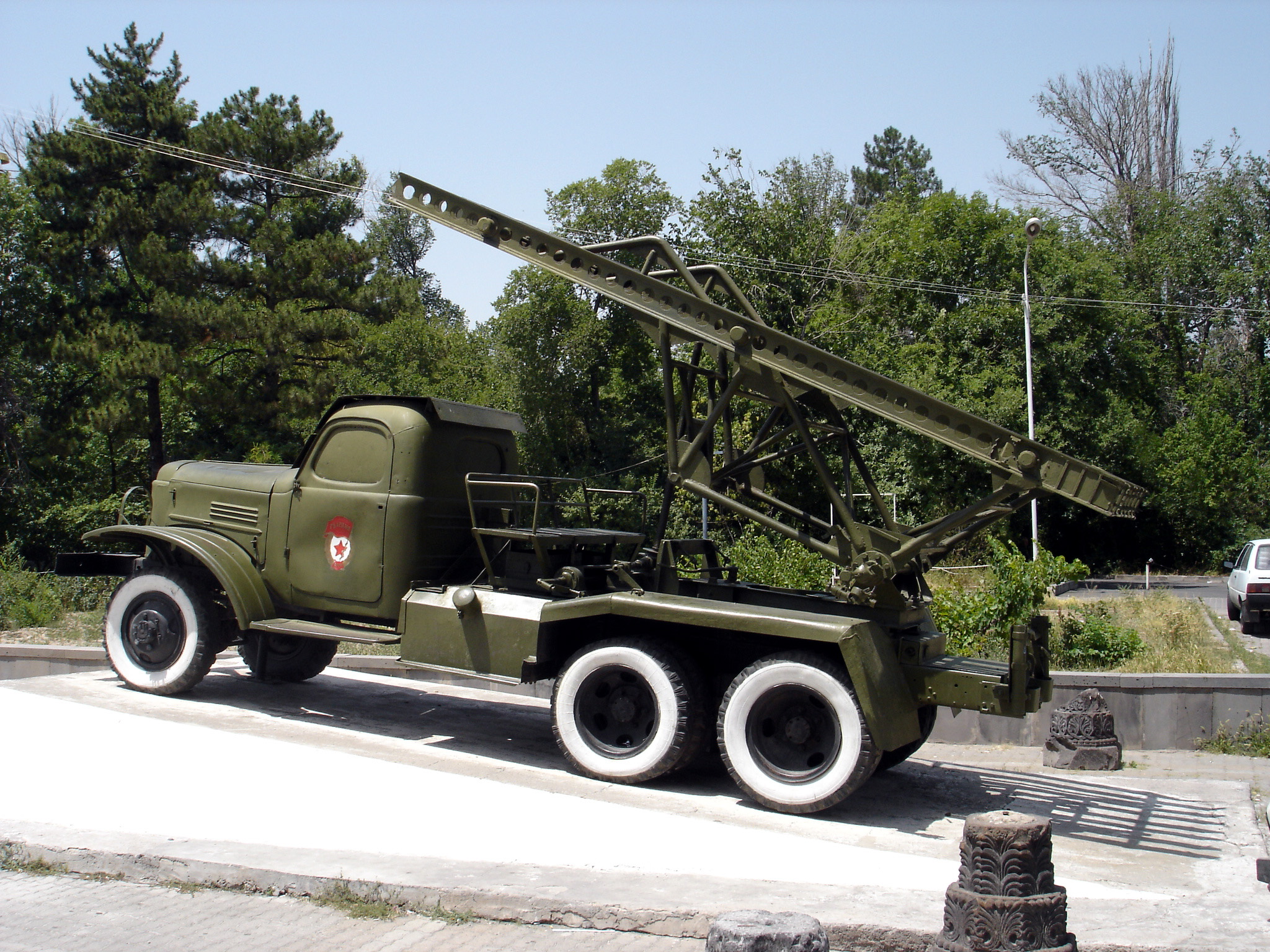
Un BM-13 katyusha.
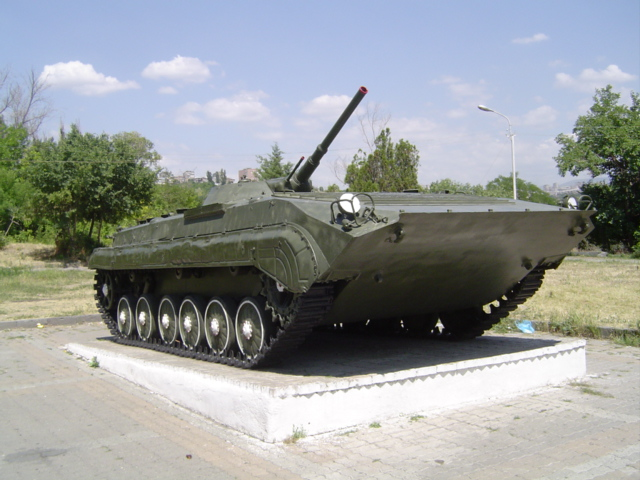
Un BMP-1.
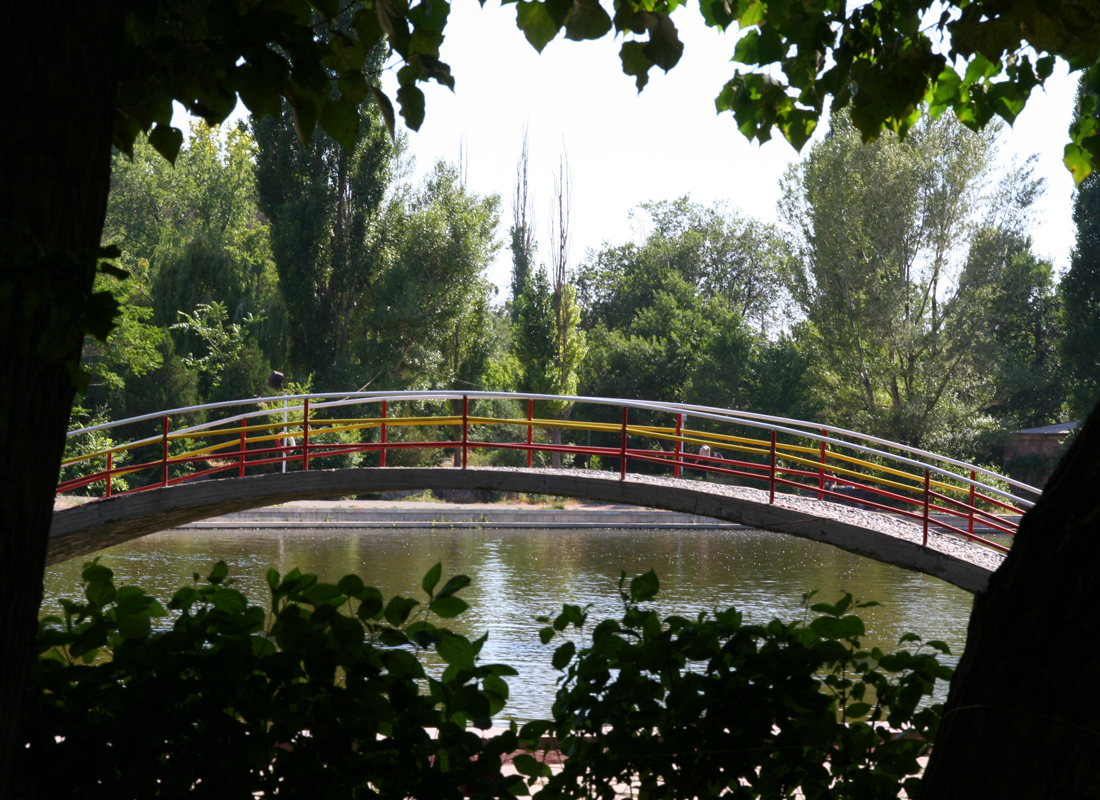
Pont sur l'étang.